# گواست
گواست (به فرانسوی: Goust) یک منطقهٔ مسکونی در فرانسه است که در Laruns واقع شده‌است. گواست ۲٫۵ کیلومتر مربع مساحت دارد.